# Trần Vĩnh Hoa
Trần Vĩnh Hoa (giản thể: 陈永华; phồn thể: 陳永華, 1634 - 1680), tự Phục Phủ, tương truyền còn có tên là Trần Cận Nam (陳近南), người huyện Đồng An, phủ Tuyền Châu (nay là trấn Giác Mỹ, quận Long Hải, thành phố Chương Châu, tỉnh Phúc Kiến), nhà chính trị, nhà kinh tế, nhà giáo dục phò tá vương triều Minh Trịnh ở Đài Loan.

## Thân thế
Cha của ông là Trần Đỉnh, từng đỗ Cử nhân năm Thiên Khải thứ 7 (1627); đỗ Tiến sĩ năm Sùng Trinh thứ 17 (1644). Sau một loạt biến cố Giáp Thân, về quê làm ruộng.
Năm Vĩnh Lịch thứ 2 (1648), Trịnh Thành Công đánh hạ Đồng An, thụ Trần Đỉnh làm Giáo dụ. Quân Thanh hạ được Đồng An, Trần Đỉnh tự thắt cổ ở Minh Luân đường.

## Sự nghiệp

### Chính trị

#### Về với Trịnh Thành Công
Trần Vĩnh Hoa ước chừng 15, 16 tuổi, đã thông qua khoa cử, trở thành Sinh viên (tục gọi là Tú tài) ở huyện Long Khê .
Khi ấy cha tuẫn tiết, ông bỏ trốn đến Hạ Môn, được Binh bộ thị lang Vương Trung Hiếu tiến cử với Trịnh Thành Công. Sau khi trò chuyện với ông, Trịnh Thành Công khen ngợi: "Phục Phủ, ngươi là Ngọa Long tiên sanh thời nay!" Được thụ chức Tham quân, đãi theo lễ Tân khách . Nhưng qua khảo chứng, Vĩnh Hoa không giỏi đàm luận, cũng chưa từng tiếp nhận quan chức dưới quyền Trịnh Thành Công , mà được Trịnh Thành Công mời làm thầy dạy cho con trai mình là Trịnh Kinh .

#### Phò tá Trịnh Kinh
Tháng 6 năm Vĩnh Lịch thứ 16 (1662), Trịnh Thành Công qua đời, Trịnh Kinh ở Hạ Môn kế vị Duyên Bình vương, rồi nhiệm mệnh Trần Vĩnh Hoa làm Tư nghị tham quân. Lúc này Hoàng Chiêu ở Đài Loan ủng lập em trai Trịnh Thành Công là Trịnh Tập thay làm Duyên Bình vương và Chiêu thảo đại tướng quân. Ông theo Trịnh Kinh về Đài Loan, đánh bại quân đội của Hoàng Chiêu, kết thúc nội loạn.
Năm thứ 17 (1663), Trịnh Kinh sau khi quay về Hạ Môn, phát hiện Trịnh Thái trước đây từng có liên hệ với Hoàng Chiêu, đâm ra nghi ngờ. Trần Vĩnh Hoa hiến kế : Trịnh Kinh giả vờ muốn quay về Đài Loan, khắc quan ấn của chức vụ Kim, Hạ tổng chế gởi đến Trịnh Thái, tuyên bố đem việc phòng bị Kim Môn, Hạ Môn giao cho ông ta . Trịnh Thái nhận được ấn chương, đến Hạ Môn tạ ơn, Trịnh Kinh bèn giam giữ ông ta .
Năm thứ 18 (1664), Trịnh Kinh ở Kim Môn, Hạ Môn bị liên quân Thanh - Hà Lan (công ty Đông Ấn) đánh bại, lui về đảo Đồng Sơn. Bấy giờ, lòng người không yên, đầu hàng nhà Thanh rất nhiều, những kẻ bên cạnh Trịnh Kinh cũng ra sức khuyên ông ta hàng Thanh. Nhưng Trần Vĩnh Hoa và Hồng Húc ra sức khuyên ngăn . Trịnh Kinh từ bỏ ý định đầu hàng, quay về Đài Loan, đem quốc chính giao cho ông .
Năm thứ 28 (1674), Trịnh Kinh hưởng ứng sự biến Tam Phiên mà vượt biển tây chinh, mệnh Trần Vĩnh Hoa tổng chế Đông Ninh, phụ trách công tác hậu cần. Ông thi hành chính sự ôn hòa, cung ứng binh lương đầy đủ. Sau khi Trịnh Kinh thất bại quay về, Phùng Tích Phạm, Lưu Quốc Hiên đố kỵ ông .
Tháng 3 năm thứ 34 (1680), Trần Vĩnh Hoa xin giải binh quyền, Trịnh Kinh ban đầu không cho, về sau đồng ý, đem bộ hạ của ông giao cho Lưu Quốc Hiên. Nhận thấy Trịnh Kinh không còn tham vọng tây chinh, chư tướng chỉ muốn cầu an, Trần Vĩnh Hoa lui về ẩn cư ở Long Hồ nham (nay là Long Hồ nham, núi Xích, khu Lục Giáp, thành phố Đài Nam. Tháng 7, ông uất ức mà mất.

### Kinh tế
Nhằm giải quyết vấn đề lương thực, Trần Vĩnh Hoa khuyến khích quân đội xây dựng đồn điền, lấy gạo là một trong những nông phẩm quan trọng nhất. Ngoài ra, mía cũng là nông phẩm trọng yếu, được trồng để nấu đường, bán cho các nước Anh, Nhật,...
Ngoài ra, nhân dân Đài Loan chỉ biết đun nấu nước biển để lấy muối, chất lượng rất kém. Trần Vĩnh Hoa dạy dân làm ruộng muối, nâng cao chất lượng sản phẩm .
Do nhà Thanh thực thi pháp lệnh cấm hải, khiến vật giá ở Đài Loan tăng cao. Trần Vĩnh Hoa kiến nghị Trịnh Kinh hối lộ quan viên nhà Thanh, để hàng hóa nội địa ra được Đài Loan, ổn định tình hình .

### Giáo dục
Vì muốn đẩy mạnh tư tưởng Nho giáo, theo kiến nghị của Trần Vĩnh Hoa, đến năm Vĩnh Lịch thứ 20 (1666), ở Đài Loan đã có miếu Khổng Tử. Ngoài ra các nơi còn xây dựng trường học, đủ 8 tuổi là được nhập học .
Ông hoàn tất chế độ khoa cử: ở châu Thiên Hưng, châu Vạn Niên, 3 năm có 2 lần Châu thí, hợp cách thì thông qua Phủ thí, Viện thí mà có thể vào Thái Học, để bồi dưỡng nhân tài; ai vào Thái Học sẽ được miễn sai dịch.

### Trị an
Trần Vĩnh Hoa xây dựng chế độ Bảo Giáp, nhằm duy trì trật tự địa phương. Lấy 10 hộ làm 1 bài, 10 bài làm 1 giáp, 10 giáp làm 1 bảo. Nhân dân không kể di dời, làm ăn, hôn nhân, sinh nở, qua đời đều phải báo cáo với quan viên địa phương. Ngoài ra, ông còn cấm đánh bạc .

## Di tích, văn vật liên quan

### Mộ cổ
Trần Vĩnh Hoa được chôn cất ở núi Đại Đàm, Xích Sơn bảo, châu Thiên Hưng (nay là thôn Quả Nghị, khu Liễu Doanh, thành phố Đài Nam). Sau này nhà Thanh đưa di hài của ông về Tuyền Châu, mộ gốc bị bỏ hoang. Thời Nhật chiếm đóng, người Nhật tìm thấy bia mộ, trên khắc chữ: "Mộ của Hoàng Minh tặng Tư thiện đại phu, Chánh trị thượng khanh, Đô Sát viện Tả đô ngự sử, Tổng chế, Tư nghị tham quân, Giám quân ngự sử, thụy Văn Chánh Trần công phối với phu nhân Thục Trinh Hồng thị". Bia đến nay vẫn còn.
Năm 1954, tại nơi phát hiện bia mộ, tìm thấy một cỗ áo quan.

### Cung Vĩnh Hoa
Bên cạnh miếu Khổng tử ở Đài Nam có miếu thờ Quảng Trạch tôn vương. Năm 1750, miếu được trùng tu, đổi tên là cung Vĩnh Hoa.

### Đường Vĩnh Hoa
Tại Đài Nam có con đường Trần Vĩnh Hoa, là để kỷ niệm Trần Vĩnh Hoa mà có tên ấy.

## Dật sự: Trần Cận Nam
Theo truyền thuyết, hóa danh của Trần Vĩnh Hoa trong dân gian là Trần Cận Nam, được xem là người truyền bá và là một trong Ngũ tổ của Thiên Địa hội (còn gọi là Hồng môn) .

## Gia đình
Vợ là Hồng Thục Trinh, rất nhiều thư từ, công văn của Trần Vĩnh Hoa được bà chấp bút.
Con trai là Mộng Vĩ (không rõ), Mộng Cầu (đỗ Tiến sĩ ở Đài Loan, sau khi hàng Thanh được gia nhập Hán quân Chính Bạch kỳ).
Con gái là Trần thị được gả cho Trịnh Khắc Tang.